# Norrbo, Ockelbo kommun
Norrbo är en by i Ockelbo kommun, Gävleborgs län.
Byn omtalas i skriftliga källor första gången 1541 och omfattade då fyra mantal skatte.
I byn finns Ödmårdens stavkyrka, en kyrka i gammal stil, uppförd på 2010-talet.